# Hyporhagus biolleyi
Hyporhagus biolleyi es una especie de coleóptero de la familia Monommatidae.

## Distribución geográfica
Habita en Costa Rica.